# Culex bamborum
Culex bamborum är en tvåvingeart som beskrevs av Rozeboom och William H.W. Komp 1948. Culex bamborum ingår i släktet Culex och familjen stickmyggor.
Artens utbredningsområde är Colombia. Inga underarter finns listade i Catalogue of Life.